# HMS Erebus (I02)
El HMS Erebus (I02) fue un monitor de la Real Marina Británica, cabeza de la clase Erebus junto al Terror.  Junto con su gemelo fue uno de los monitores más fuertemente artillados del mundo al momento de su botadura y participó en las dos guerras mundiales, solo sobreviviendo esta unidad.

## Historia
El HMS Erebus fue nombrado en remembranza del buque homónimo que participó en la expedición antártica de 1840 comandada por James Clark Ross y el quinto en llevar ese nombre.  Fue construido en los astilleros Harland and Wolff, en la misma darsena donde se construyera el RMS Titanic en 1911. El HMS Erebus fue botado y asignado en 1916.   
Su característica silueta era distintiva de la clase,  cuya elevada torreta y mástil torre le confería un masivo perfil con remembranza a un acorazado reducido.    El HMS Erebus fue diseñado como un monitor costero cuyo objetivo era proporcionar apoyo artillero a operaciones anfibias y no para disputar una batalla naval. El alcance artillero efectivo era de 36,5 km y su torre perteneció al monitor HMS Marshal Ney.
Participó junto a su gemelo en la Primera Guerra Mundial en operaciones de hostigamiento a emplazamientos alemanes en la costa de Bélgica (Ostend y Zeebrugge).  El 28 de octubre de 1917, fue dañado por un torpedo a control remoto que le dañó los mámparos estancos o compartimiento antitorpedo por lo que fue retirado del servicio para reparaciones mayores que se extendieron hasta el final de la contienda.  En 1919, participó en la Guerra Civil Rusa apoyando la intervención británica en Arcángel.
En el periodo de entreguerras sirvió  como plataforma de entrenamiento artillero naval y en 1939 se le pensó en transformar en un guardacostas; pero la apertura de la Segunda Guerra Mundial truncó esta modificación.
Fue enviado a Singapur junto a su gemelo y luego remitido a las aguas del mar Mediterráneo, en la costa africana, teniendo como base Alejandría, Egipto.  En 1943, participó como buque cisterna y además en el cañoneo del sitiado puerto de Tobruk y en la Invasión de Sicilia donde resultó dañado por una bomba.
Participó en el Desembarco de Normandía donde sufrió la pérdida de su capacidad artillera al estallar prematuramente un proyectil en el ánima de uno de sus cañones de 381 mm mientras apoyaba el avance en La Parnelle.
El 10 de agosto de 1944, participó en el hostigamiento de los defensores del puerto ocupado de Le Havre y luego en Walcheren, apoyando operaciones anfibias en los Países Bajos.
Sobrevivió a la contienda y fue desguazado finalmente en 1946, su torreta con dos cañones de 381 mm probablemente formó parte del último acorazado británico, el HMS Vanguard.